# Балка Кімличка
Ба́лка Кімличка (рос. Бал. Кимличка) — балка (річка) в Україні у Берестинському районі Харківської області. Права притока річки Оріль (басейн Чорного моря).

## Опис
Довжина балки приблизно 9,30 км, найкоротша відстань між витоком і гирлом — 6,48 км, коефіцієнт звивистості річки — 1,44. Формується декількома безіменними балками та загатами. На деяких ділянках балка пересихає.

## Розташування
Бере початок у селі Катеринівка. Тече переважно на південний захід і на північно-західній околиці села Чорноглазівка впадає в річку Оріль, ліву притоку Дніпра.

## Цікаві факти
- У минулому столітті на балці в селі Катеринівка існували багато газових свердловин та 1 газгольдер[3].